# Liste der Kulturdenkmale in Brackenheim
In der Liste der Kulturdenkmale in Brackenheim sind unbewegliche Bau- und Kunstdenkmale aller Stadtteile von Brackenheim aufgeführt. Grundlage für diese Liste ist die vom Regierungspräsidium Freiburg herausgegebene Liste der Bau- und Kunstdenkmale.
Diese Liste ist nicht rechtsverbindlich. Eine rechtsverbindliche Auskunft ist lediglich auf Anfrage bei der Unteren Denkmalschutzbehörde der Stadt Brackenheim erhältlich.

## Bau- und Kulturdenkmale der Stadt Brackenheim

### Botenheim
| Bild | Bezeichnung  | Lage                              | Datierung | Beschreibung | ID |
| ---- | ------------ | --------------------------------- | --------- | ------------ | -- |
|      | Marienkirche | Botenheim, Gülthausstraße (Karte) | 1351      |              |    |

### Brackenheim
| Bild           | Bezeichnung             | Lage                                | Datierung       | Beschreibung | ID |
| -------------- | ----------------------- | ----------------------------------- | --------------- | ------------ | -- |
| Weitere Bilder | Johanniskirche          | Brackenheim, Friedhofstraße (Karte) | 13. Jahrhundert |              |    |
| Weitere Bilder | Schloss Brackenheim     | Brackenheim, Schlossplatz (Karte)   | 13. Jahrhundert |              |    |
| Weitere Bilder | Stadtkirche St. Jakobus | Brackenheim, Kirchstraße (Karte)    | um 1100         |              |    |

### Dürrenzimmern
| Bild           | Bezeichnung             | Lage                                       | Datierung | Beschreibung | ID |
| -------------- | ----------------------- | ------------------------------------------ | --------- | ------------ | -- |
| Weitere Bilder | Altes Rathaus           | Dürrenzimmern, Mönchsbergstraße 67 (Karte) | 1732      |              |    |
| Weitere Bilder | Maria-Magdalenen-Kirche | Dürrenzimmern, Kirchplatz (Karte)          | 1475      |              |    |

### Haberschlacht
| Bild | Bezeichnung   | Lage                                   | Datierung       | Beschreibung | ID |
| ---- | ------------- | -------------------------------------- | --------------- | ------------ | -- |
|      | Jakobuskirche | Neipperg, Eduard-Wörner-Straße (Karte) | 12. Jahrhundert |              |    |

### Hausen an der Zaber
| Bild | Bezeichnung                                                        | Lage                                        | Datierung                         | Beschreibung                                                                                              | ID |
| ---- | ------------------------------------------------------------------ | ------------------------------------------- | --------------------------------- | --- | -- |
|      | Wohnhäuser und Scheune                                             | Bug 1, 3 und 5 (Karte)                      | 18. Jahrhundert                   | Erhaltenswertes Gebäude                                                                                   | BW |
|      | Scheune, wohl ehemalige Durchfahrtsscheune                         | Deutschhofgasse 5 (Karte)                   | 1732                              | Erhaltenswertes Gebäude                                                                                   | BW |
|      | Wasch- und Backhaus                                                | Eichbrunnengasse 1 (Karte)                  | Anfang des 19. Jahrhunderts       | Geschützt nach § 2 DSchG                                                                                  |    |
|      | Wohnhaus (ehemaliges Wohnstallhaus) mit Scheunen                   | Eichbrunnengasse 12 mit 12/1 und 14 (Karte) | um 1850                           | Erhaltenswertes Gebäude                                                                                   | BW |
|      | Wohnhaus, ehemaliges Wohnstallhaus                                 | Eichbrunnengasse 15 (Karte)                 | frühes 19. Jahrhundert            | Prüffall                                                                                                  | BW |
|      | Alte Kelter, danach Gemeindekühlhaus                               | Eichbrunnengasse 18 (Karte)                 | im Kern 18. Jahrhundert           | Erhaltenswertes Gebäude                                                                                   | BW |
|      | Wohnhaus, ehemaliges Weingärtnerhaus                               | Friedhofweg 4 (Karte)                       | Ende 18./Anfang 19. Jahrhundert   | Erhaltenswertes Gebäude                                                                                   | BW |
|      | Epitaphien                                                         | Friedhofweg 10 (Karte)                      | 18. Jahrhundert                   | Epitaphien in die Westwand der modernen, offenen Aussegnungshalle des Friedhofs. Geschützt nach § 2 DSchG | BW |
|      | Wohnhaus, ehemaliges Schultheißenhaus                              | Kurze Straße 1 (Karte)                      | im Kern1485-87                    | Erhaltenswertes Gebäude                                                                                   | BW |
|      | Wohnhaus, ehemaliges Weingärtnerhaus und Wohnstallhaus             | Kurze Straße 9 (Karte)                      | 1795                              | Erhaltenswertes Gebäude                                                                                   | BW |
|      | Wohnhaus, ehemaliges Wohnstallhaus (Teil eines Doppelhauses)       | Kurze Straße 18/1 (Karte)                   | im Kern 17./18. Jahrhundert       | Erhaltenswertes Gebäude                                                                                   | BW |
|      | Wohnhaus, ehemaliges Weingärtnerhaus                               | Kurze Straße 22 (Karte)                     | 17. Jahrhundert                   | Erhaltenswertes Gebäude                                                                                   | BW |
|      | Hofanlage                                                          | Neckarstraße 11 (Karte)                     | 18. Jahrhundert                   | Prüffall, wurde abgerissen                                                                                | BW |
|      | Altes Rathaus, heute städtisches Verwaltungsgebäude                | Nordhausener Straße 4 (Karte)               | 1819                              | Erhaltenswertes Gebäude                                                                                   |    |
|      | Wohnhaus mit Scheune, ehemaliges Wohnstallhaus                     | Nordhausener Straße 5 (Karte)               | 18. Jahrhundert                   | Erhaltenswertes Gebäude                                                                                   | BW |
|      | Scheune                                                            | Nordhausener Straße 9 (Karte)               | 1798                              | Erhaltenswertes Gebäude                                                                                   | BW |
|      | Wohnhaus, ehemalige Bäckerei, dann Gasthof Adler mit Brennerei     | Nordhausener Straße 12 (Karte)              | 1831                              | Erhaltenswertes Gebäude                                                                                   | BW |
|      | Wohnhaus, Typ Einhaus (Wohnstallhaus)                              | Nordhausener Straße 15 (Karte)              |                                   | Erhaltenswertes Gebäude                                                                                   | BW |
|      | Wohnhaus, ehemaliger Pfarrhof (bis 1912) mit Scheune               | Nordhausener Straße 16 (Karte)              | 1616                              | Geschützt nach § 2 DSchG                                                                                  |    |
|      | Wohnhaus, ehemaliges Weingärtnerhaus                               | Nordhausener Straße 18 und 20 (Karte)       | 1729                              | Erhaltenswertes Gebäude                                                                                   | BW |
|      | Wappenstein am ehemaligen Morolt-Hof                               | Nordhausener Straße 21 (Karte)              |                                   | Geschützt nach § 2 DSchG                                                                                  | BW |
|      | Wohnhaus                                                           | Nordhausener Straße 21 (Karte)              | im Kern 17. Jahrhundert           | Erhaltenswertes Gebäude                                                                                   | BW |
|      | Inschriftstein und Konsole                                         | Nordhausener Straße 22 (Karte)              | 1622                              | Geschützt nach § 2 DSchG                                                                                  | BW |
|      | Wohnhaus, ehemaliges Wohnstallhaus                                 | Nordhausener Straße 32 (Karte)              | 18./fr.19. Jahrhundert            | Erhaltenswertes Gebäude                                                                                   |    |
|      | Wohnhaus, ehemaliges Bauernhaus und Weingärtnerhaus                | Oststraße 3 (Karte)                         | 1477                              | Geschützt nach § 2 DSchG                                                                                  | BW |
|      | Wohnhaus, ehemaliges Wohnstallhaus                                 | Oststraße 5 (Karte)                         | Anfang 19. Jahrhundert            | Prüffall                                                                                                  | BW |
|      | Wohnhaus mit Scheune (Nr. 6) bzw. Wohnstallhaus (Nr. 8)            | Oststraße 6 und 8 (Karte)                   | Mitte 19. Jahrhundert             | Erhaltenswertes Gebäude                                                                                   | BW |
|      | Wohnhaus, ehemaliges Wohnstallhaus                                 | Oststraße 7 (Karte)                         | Anfang 20. Jahrhundert            | Erhaltenswertes Gebäude                                                                                   | BW |
|      | Hofanlage, ehemaliges Wohnstallhaus mit Scheune und Stallschuppen  | Oststraße 9 (Karte)                         | 18. Jahrhundert                   | Erhaltenswertes Gebäude                                                                                   | BW |
|      | Wohnhaus, ehemaliges Gasthaus zum Löwen mit Bäckerei (bis um 1970) | Oststraße 10 (Karte)                        | Anfang 19. Jahrhundert            | Erhaltenswertes Gebäude                                                                                   | BW |
|      | Lagerkeller und Steintreppen                                       | Pfahlgasse                                  | Anfang 19. Jahrhundert            | Erhaltenswertes Gebäude Geschützt nach § 2 DSchG                                                          |    |
|      | Hofanlage, ehemaliges Weingärtnerhaus mit Scheunen                 | Ritterrgasse 12 und 10 (10/1) (Karte)       | 2. Hälfte 18. Jahrhundert         | Erhaltenswertes Gebäude                                                                                   | BW |
|      | Wohnhaus, ehemaliges Wohnstallhaus mit Scheune                     | Ritterrgasse 14 (Karte)                     | 1747                              | Erhaltenswertes Gebäude                                                                                   | BW |
|      | Wohnhaus, ehemaliges Wohnstallhaus                                 | Stuttgarter Straße 2 (Karte)                | im Kern 17./18. Jahrhundert       | Erhaltenswertes Gebäude                                                                                   | BW |
|      | Scheune                                                            | Suppengasse 4 (Karte)                       | noch 17. Jahrhundert              | Erhaltenswertes Gebäude                                                                                   | BW |
|      | Scheune                                                            | Suppengasse 24/1 (Karte)                    | 19. Jahrhundert                   | Erhaltenswertes Gebäude                                                                                   | BW |
|      | Doppelwohnhaus mit Werkstatt und Doppelscheunenanteil (4/1)        | Turmstraße 2 und 4/1 (Karte)                | im Kern Ende des 17. Jahrhunderts | Erhaltenswertes Gebäude                                                                                   | BW |
|      | Wohnhaus mit Doppelscheunenanteil                                  | Turmstraße 6 (Karte)                        | 1907                              | Erhaltenswertes Gebäude                                                                                   | BW |
|      | Wohn- und Geschäftshaus, ehemaliges Gasthaus zum Ritter            | Turmstraße 12 (Karte)                       | 18. Jahrhundert                   | Erhaltenswertes Gebäude                                                                                   | BW |
|      | Evangelische Pfarrkirche                                           | Turmstraße 17 (Karte)                       | im Kern Ende 13. Jahrhundert      | Geschützt nach § 2 DSchG                                                                                  |    |

### Meimsheim
| Bild           | Bezeichnung   | Lage                                     | Datierung       | Beschreibung | ID |
| -------------- | ------------- | ---------------------------------------- | --------------- | ------------ | -- |
| Weitere Bilder | Martinskirche | Meimsheim, Dürenzimmerner Straße (Karte) | 12. Jahrhundert |              |    |

### Neipperg
| Bild           | Bezeichnung      | Lage                            | Datierung       | Beschreibung | ID |
| -------------- | ---------------- | ------------------------------- | --------------- | ------------ | -- |
| Weitere Bilder | Burg Neipperg    | Neipperg (Karte)                | 12. Jahrhundert |              |    |
|                | Katharinenkirche | Neipperg, Leintalstraße (Karte) | 1476            |              |    |

### Stockheim
| Bild           | Bezeichnung        | Lage                          | Datierung | Beschreibung | ID |
| -------------- | ------------------ | ----------------------------- | --------- | ------------ | -- |
| Weitere Bilder | Schloss Stocksberg | Stockheim (Karte)             | 1220      |              |    |
| Weitere Bilder | St. Ulrich         | Stockheim, Wettegasse (Karte) | 1296      |              |    |
|                | Zehnthaus          | Stockheim, Seestraße (Karte)  | 1604      |              |    |